# Ron Meulenkamp
Ron Meulenkamp (Hoogeveen, 5 november 1988) is een Nederlands darter die uitkomt bij de Professional Darts Corporation sinds 2014. 

## Carrière
Door in 2006 de Open Finland bij de jeugd te winnen mocht hij meedoen aan de World Darts Trophy 2006, waar hij jeugdkampioen werd door in de finale met 6-1 in legs van Sven van Dun te winnen. Sinds Meulenkamp bij de heren speelt heeft hij één internationaal WDF-toernooi gewonnen; het Frankrijk Open 2006.
In maart 2007 stapte Meulenkamp over naar de PDC. Op dat moment stond hij 833e in de Order of Merit. In ongeveer een half jaar steeg hij naar de 173e plaats, maar al in september 2007 besloot hij terug te keren naar de BDO. In 2014 maakte Meulenkamp opnieuw de overstap naar de PDC.
Nadat hij in 2015 en 2017 door achtereenvolgens Mark Webster en Mensur Suljović werd uitgeschakeld, wist hij zich op 18 december 2018 in een zinderende partij ten koste van Diogo Portela te plaatsen voor de 2e ronde op de WK Darts van de PDC. In deze partij wist Meulenkamp een 2-0 achterstand om te buigen in een 3-2 overwinning.
Op 9 juli 2021 gooide hij tijdens de Hungarian Darts Trophy Qualifiers 2021 een negendarter tegen de Oostenrijkse Zoran Lerchbacher. 
Op 3 augustus, tijdens Players Championship 22, gooide hij er eveneens een. Ditmaal tegen de Oostenrijkse Rusty-Jake Rodriguez. 
In de tussentijd werd er geen negendarter gegooid door een andere speler. Slechts vijf andere darters gooiden in het verleden twee perfecte legs achter elkaar. Enkel Phil Taylor, Michael van Gerwen, Adrian Lewis, Simon Whitlock en James Wade gingen Meulenkamp voor. 

## Resultaten op Wereldkampioenschappen

### BDO
- 2012: Laatste 32 (verloren van Gary Stone met 0–3)
- 2014: Laatste 32 (verloren van Gary Robson met 2–3)

### WDF
- 2011: Laatste 16 (verloren van Jamie Lewis met 1-4)

### PDC
- 2015: Laatste 64 (verloren van Mark Webster met 1–3)
- 2017: Laatste 64 (verloren van Mensur Suljović met 0–3)
- 2019: Laatste 64 (verloren van Michael Smith met 1–3)
- 2020: Laatste 64 (verloren van Chris Dobey met 2–3)
- 2021: Laatste 64 (verloren van Vincent van der Voort met 2–3)
- 2022: Laatste 64 (verloren van Michael Smith met 0–3)